# Вобіка (Вісконсин)
Вобіка (англ. Waubeka) — переписна місцевість (CDP) в США, в окрузі Озокі штату Вісконсин. Населення — 640 осіб (2020).

## Географія
Вобіка розташована за координатами 43°28′13″ пн. ш. 87°59′36″ зх. д. / 43.47028° пн. ш. 87.99333° зх. д. (43.470210, -87.993466).  За даними Бюро перепису населення США в 2010 році переписна місцевість мала площу 6,26 км², з яких 6,07 км² — суходіл та 0,19 км² — водойми.

## Демографія
Згідно з переписом 2010 року, у переписній місцевості мешкало 657 осіб у 251 домогосподарстві у складі 192 родин. Густота населення становила 105 осіб/км².  Було 261 помешкання (42/км²).
Расовий склад населення:
| - 98,5 % — білих - 0,5 % — чорних або афроамериканців - 0,3 % — вихідців з тихоокеанських островів |

До двох чи більше рас належало 0,6 %. Частка іспаномовних становила 0,5 % від усіх жителів.
За віковим діапазоном населення розподілялося таким чином: 22,8 % — особи молодші 18 років, 65,6 % — особи у віці 18—64 років, 11,6 % — особи у віці 65 років та старші. Медіана віку мешканця становила 43,0 року. На 100 осіб жіночої статі у переписній місцевості припадало 112,6 чоловіків;  на 100 жінок у віці від 18 років та старших — 113,9 чоловіків також старших 18 років.
Середній дохід на одне домашнє господарство  становив 91 059 доларів США (медіана — 64 375), а середній дохід на одну сім'ю — 102 315 доларів (медіана — 95 000). За межею бідності перебувало 3,1 % осіб, у тому числі 0,0 % дітей у віці до 18 років та 0,0 % осіб у віці 65 років та старших.
Цивільне працевлаштоване населення становило 456 осіб. Основні галузі зайнятості: будівництво — 20,4 %, освіта, охорона здоров'я та соціальна допомога — 18,2 %, виробництво — 16,9 %.